# Hans Friedrich von Heßler
Hans Friedrich von Heßler (* 22. Oktober 1610 in Klosterhäseler; † 10. Dezember 1667 in Balgstädt) war ein deutscher Obrist und Besitzer der Rittergüter Burgheßler und Balgstädt.

## Leben
Er stammte aus dem thüringischen Adelsgeschlecht Heßler und war der Sohn von Hans Heinrich von Heßler auf Klosterhäseler (1568–1634) und Maria Dorothea, geb. von Witzleben aus dem Hause Wohlmirstedt (1569–1630). Mit 14 Jahren war er von seinem Vater nach Burgscheidungen gebracht worden, um ihn im Reiten, Fechten und anderen adligen Künsten ausbilden zu lassen. Mit 16 Jahren trat er 1626 in den Militärdienst bei der katholischen kaiserlichen Truppe ein. Auf Wunsch des evangelischen Vaters schied er bereits 1630 aus dem Kriegsdienst aus und kehrte nach Klosterhäseler zurück. Er absolvierte mit seinem älteren Bruder Hans Heinrich (1608–1654) eine vom Vater finanzierte Kavalierstour, die ihn u. a. nach Holland führte. Anschließend trat er erneut in militärische Dienste, diesmal jedoch auf der Seite der Protestanten. Er wurde Leutnant in der Leibgarde des Kurfürsten Johann Georg I. von Sachsen, die von Generalleutnant von Arnim kommandiert wurde.
Hans Friedrich von Heßler nahm 1631 an der Schlacht bei Breitenfeld teil und zog anschließend mit der Leibgarde nach Prag, wo er erlebte, wie Wallenstein im Mai 1632 die Übergabe der Stadt erzwang. Dadurch löste sich die Leibgarde auf. Heßler vereinigte deren Reste zu einer Kompanie zu Ross, mit der er nach Dresden zum Regiment des Obristen Friedrich Wilhelm Vitzthum von Eckstädt zog. In dessen Regiment kämpfte Heßler erfolgreich gegen das Unwesen des kaiserlichen Generals Heinrich von Holk, das dieser ab August 1633 im Kurfürstentum Sachsen, besonders im Erzgebirge, trieb. Anschließend zog Heßler nach Schweidnitz und half dort, die Stadt von der Besetzung durch Wallenstein zu befreien. Im Anschluss daran nahm er seinen Abschied von der kursächsischen Armee und ging wieder nach Klosterhäseler zurück. Dort wurde er im Januar 1634 vom schwedischen Kanzler Oxenstierna zum Obristen und Regimentskommandeur berufen. Er diente daraufhin in der Armee des Herzogs Wilhelm von Sachsen-Weimar und anschließend im Heer des Feldmarschalls Baner. Nach dem Prager Frieden von 1635 wurde er durch Kurfürst Johann Georg I. von Sachsen gezwungen, seinen Dienst in der schwedischen Armee zu quittieren. Er kehrte nach Klosterhäseler zurück, zumal dort 1634 sein Vater verstorben war. Durch Erbvergleich mit seinen Geschwistern erhielt er 1635 Burgheßler und die Hälfte des Rittergutes Balgstädt. 1646 kaufte er dann von seinem Bruder Hans Heinrich von Heßler dessen Hälfte von Balgstädt und vereinigte so wieder das Rittergut in einer Hand.
Maria Catharina Naso, Ehefrau des Amtshauptmanns Heinrich Christoph Naso lieh ihm im November 1662 1000 Taler, die er für Studienreisen seiner Söhne benötigte. Als Pfand erhielt sie dafür das Rittergut Balgstädt.
1661 wurde er aufgrund seiner Verdienste von Kurfürst Johann Georg II. von Sachsen mit der Kanzleischriftsässigkeit für sein Rittergut Balgstädt und der Hohen Jagd in den dazugehörigen Gehölzen begnadigt. Er baute dieses Rittergut neu auf und zog von Burgheßler in sein neuerbautes Schloss in Balgstädt um. In Burgheßler, ließ er die kleine Kirche ausbauen und an dieser ein Erbbegräbnis anbauen. Nach langer schwerer Krankheit starb er im Advent 1667 im Alter von 57 Jahren und wurde im Erbbegräbnis in Burgheßler beigesetzt. Die auf ihn gehaltene Leichenpredigt von Johann Wagner erschien in Jena in Druck.

## Familie
1634 heiratete Hans Friedrich von Heßler in Naumburg (Saale) Christine von Burkersroda, Tochter des kursächsischen Rats und Naumburger Dompropsts Hans Friedrich von Burkersroda auf Pauscha und Pitzschendorf. Aus dieser Ehe gingen folgende sechs Söhne und drei Töchter hervor:
- Friedrich Heinrich (starb als Kind)
- Elisabeth Dorothea (starb als Kind)
- Marie Christine (* 18. März 1635; † 18. September 1691) ⚭ Hans von Werthern (1626–1693) auf Beichlingen und Frohndorf, Guthmannshausen, Kölleda und Leubingen
- Agnes Magdalena (* 12. Juni 1637; † 13. Dezember 1665) ⚭ 1655 den kursächsischen Appellationsrat und Hauptmann in Thüringen, Friedrich von Werthern auf Beichlingen und Frohndorf
- Georg Rudolph auf Balgstedt (* 2. Mai 1640; † 30. Mai 1687 in Eger) ⚭ 1671 Anna Margarethe von Dieskau
- Hans Friedrich auf Burgheßler (* 7. November 1642; † 9. März 1707) ⚭ Katharina Sophie Marschall von Herren-Gofferstedt
- Moritz Christoph (* 25. Dezember 1643; † 24. Januar 1702), auf Rabis, Möckern und Lichtenhayn ⚭ Dorothea Elisabeth von Mandelsloh aus dem Haus Mark-Vippach
- Hans Heinrich (* 7. Juli 1646), braunschweigisch-lüneburgischer Kommandant von Nienburg ⚭ Brigitta Elisabeth Behren aus Forst
- Melchior Heinrich (1648–1708), war kränklich und ließ sich von seinen Brüdern seinen Erbanteil auszahlen